# Herbert Loveitt
Herbert Arthur Loveitt (ur. 8 marca 1874 w Easenhall, zm. 18 lutego 1909 w Coventry) – brytyjski rugbysta, olimpijczyk, zdobywca srebrnego medalu w turnieju rugby union na Letnich Igrzyskach Olimpijskich w 1900 roku w Paryżu.
Podobnie jak ojciec, był licytatorem. Rugby i krykieta uprawiał także jego brat Frank.

## Kariera sportowa
W trakcie kariery sportowej związany był z klubem Coventry RFC. Grał także w hokej na trawie oraz krykieta dla Coventry i North Warwickshire.
W 1900 roku z Moseley Wanderers RFC – jako przedstawicielem Wielkiej Brytanii – zagrał w turnieju rugby union na Letnich Igrzyskach Olimpijskich 1900. W rozegranym 28 października 1900 roku na Vélodrome de Vincennes spotkaniu Brytyjczycy ulegli Francuzom 8:27. Oznaczało to zdobycie przez Brytyjczyków srebrnego medalu ex aequo z Niemcami, jako że zaplanowany na 11 listopada mecz z reprezentującym Cesarstwo Niemieckie klubem SC 1880 Frankfurt nie doszedł do skutku.